# Differdange
Differdange (německy Differdingen, lucembursky Déifferdeng) je město na jihozápadě Lucemburska. Je třetím největším městem v zemi, žije v něm přibližně 30 tisíc obyvatel. Differdange spolu s Lasauvage, Oberkornem, Niederkornem a částí Fond-de-Gras tvoří jednu z obcí v rámci kantonu Esch an der Alzette. Město leží na úpatí Koufeldu a protéká jím řeka Chiers.

## Poloha
Město se nachází v údolí řeky Chiers, přítoku Mázy, která pramení v části Oberkorn.
Differdange má nadmořskou výšku 293 m, nejvyšší bod města je 427,1 m v Koufeldu.
Město se rozkládá na 2 218 hektarech.
Území města hraničí s Francií, a to prostřednictvím departementu Meurthe-et-Moselle v povodí řeky Longwy.

## Historie
Místo je osídleno od mezolitu, Keltové vybudovali oppidum v lokalitě známé jako Titelberg. V roce 1235 bylo založeno cisterciácké opatství a v roce 1310 pevnost, přestavěná roku 1577 na renesanční zámek. Od devatenáctého století se zde zpracovávala železná ruda z okolních dolů, díky průmyslu počet obyvatel rostl a v roce 1907 bylo Differdange povýšeno na město. Za druhé světové války se v nevyužívaném dole Hondsbësch skrývali mladí Lucemburčané, aby nemuseli narukovat do Wehrmachtu.

## Současnost
Místní továrna patří od roku 2002 metalurgickému koncernu ArcelorMittal. Opatství slouží jako zdravotní středisko, na zámku zřídila Miami University svou evropskou pobočku. Turistickými atrakcemi jsou moderní radnice z roku 1964 a železniční muzeum ve Fond-de-Gras. Roku 2017 bylo otevřeno velké obchodní centrum Opkorn. Ve městě sídlí fotbalový klub FC Differdange 03, pravidelný účastník evropských pohárových soutěží.

## Partnerská města
- Ahlen, Německo
- Chaves, Portugalsko
- Fiuminata, Itálie
- Longwy, Francie
- Oxford, Spojené státy americké
- Waterloo, Belgie